# TT364
La tombe thébaine TT 364 est située à El-Assasif, dans la nécropole thébaine, sur la rive ouest du Nil, face à Louxor en Égypte.
C'est la sépulture d'Amenemheb, scribe des offrandes divines à la XIXe dynastie.